# Gaza (medycyna)

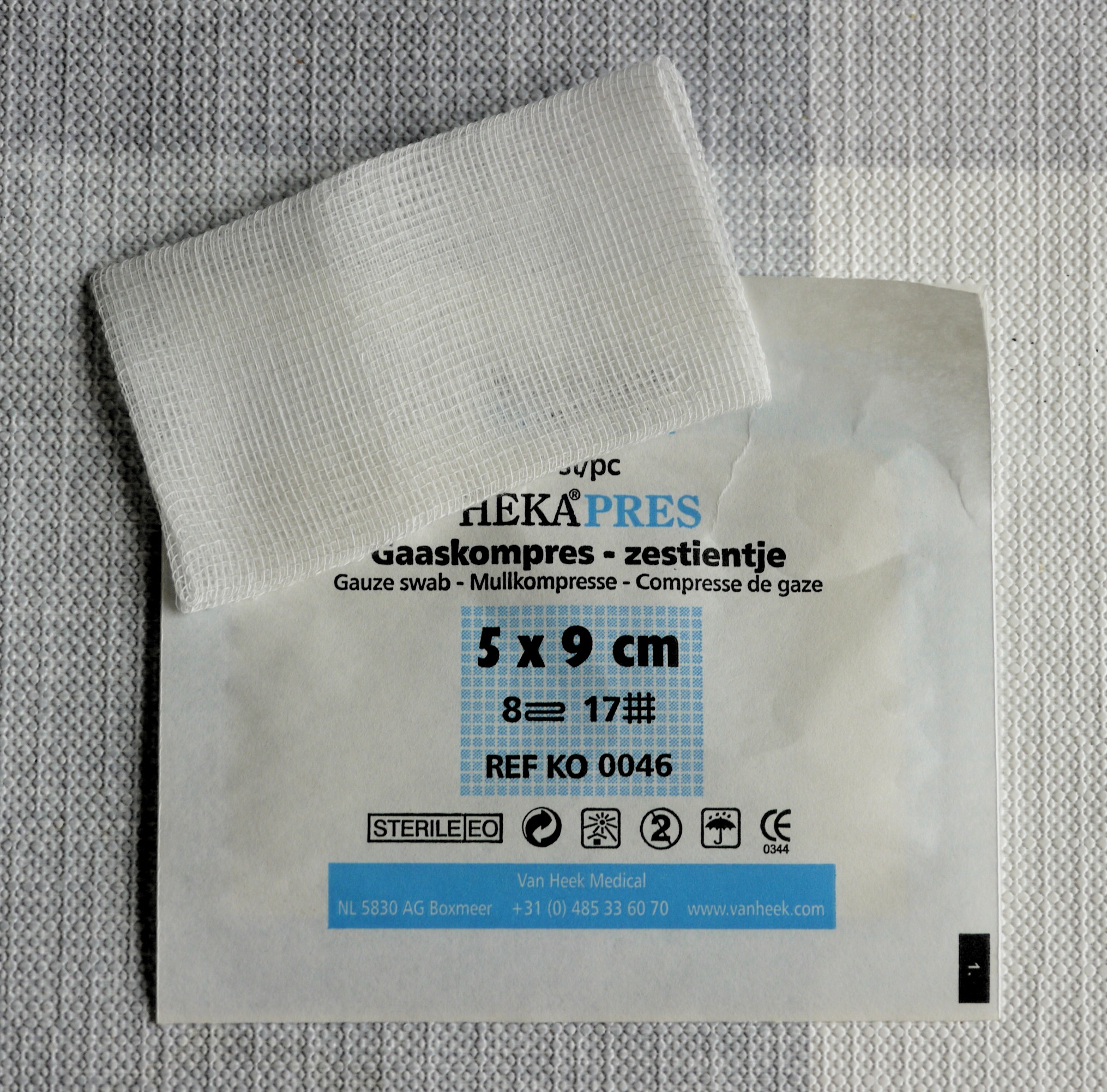
Kompres gazowy

Gaza – chłonny materiał opatrunkowy, produkowany najczęściej z wybielonej bawełny, w postaci rzadkiej tkaniny, następnie wyjałowiony (dostępna jest także gaza niejałowa).
Słowo „gaza” pochodzi z francuskiego gaze, które z kolei pochodzi od nazwy miasta Gaza, historycznego centrum włókienniczego regionu. Pomimo zakazów handlu z niechrześcijanami nakładanych w średniowiecznej Europie, delikatny jedwab znany jako gazzatum importowano z Gazy już od XIII wieku. Chociaż członkom zakonów w Europie nie wolno było go nosić, tkanina zdobyła dla siebie miejsce, a materiał nazywany „gaza” jest popularny do dzisiaj. Nazwa może też pochodzić od arabskiego słowa oznaczającego wyczesek jedwabny, „قز” (qazz).
Gaza opatrunkowa tkana jest splotem płóciennym z różnej liczby nitek (13, 17), zwykle jest wielowarstwowa (8, 12, 16). Występuje w postaci płatów (1/4 m², 1/2 m², 1 m²) lub kompresów różnej wielkości (5×5 cm, 7×7 cm, 9×9 cm i większe), pakowanych osobno. Kompres składany jest w sposób zapewniający zawinięcie brzegów do wewnątrz, co zapobiega wysuwaniu luźnych nitek. Większość producentów oferuje gazę bieloną nadtlenkowo (bez użycia chloru), wykonaną w 100% z bawełny hydrofilowej.
Gaza jest używana do tamowania krwawień poprzez ucisk, do opatrywania ran jako bariera mechaniczna lub w celu absorpcji wysięków. W postaci sterylnej można ją stosować bezpośrednio na ranę. Najskuteczniejsza jest tam, gdzie inne materiały opatrunkowe mogą się przyklejać do rany lub poparzonej skóry. Gaza opatrunkowa przepuszcza powietrze, co sprzyja gojeniu ran.